# Охапкин, Олег Александрович
Оле́г Алекса́ндрович Оха́пкин (12 октября 1944, Ленинград — 30 сентября 2008, Санкт-Петербург) — русский поэт. Один из самых активных деятелей ленинградской «второй культуры» 1970—1980-х годов. Идеолог концепции «Бронзового века» русской литературы.

## Биография
Родился 12 октября 1944 года в только что освобождённом от Блокады Ленинграде.
Отец — Александр Васильевич Охапкин, офицер пожарной охраны, родом из Тверской губернии. Рано оставил семью. Мать — Анна Ивановна Соколова, ткачиха. Бабушка — Ольга Григорьевна Соколова, работала в детском саду вместе с Евдокией Ивановной Горшковой, занимавшейся воспитанием Олега (из-за болезни матери) с 12 лет.
Е. И. Горшкова была в среде почитателей отца Иоанна Кронштадтского, но умеренного крыла. Она не принадлежала к тому кругу иоаннитов, которые были признаны Миссионерским съездом 1908 года сектой, не состояла в структурах этой секты более позднего времени. Религиозное  воспитание внука было в духе учения и молитвы отца Иоанна Кронштадтского (как известно, последнего не очень одобрял К. П. Победоносцев, который любил в Церкви «тихих тружеников»). В юношеские годы вместе со своей воспитательницей он часто посещал монастыри, где было живо старчество.
В 1957—1958 года пел в хоре Александро-Невской лавры. В 1961 году окончил Архитектурно-художественное ремесленное училище. Затем поступил в музыкальное училище им. Мусоргского (класс вокала). Параллельно работал маляром, осветителем и статистом в Малом оперном театре (1963—1965), певцом в хоре Ленинградского радио и телевидения под управлением Г. Сандлера (1965-66). Однако, в 1966 году оставляет музыкальное училище, окончательно решив посвятить себя поэзии. В 1966 году пришел в литобъединении «Голос юности» к Давиду Яковлевичу Дару.
Служение поэзии требовало новой организации жизненного времени. Устраивается рабочим в Эрмитаж на зимнее время (1966—1970), а летом — в археологические экспедиции по Средней Азии, Архангельской области, в геофизическую экспедицию в Якутию. Конец 60-х ознаменовался судьбоносными встречами с И. Бродским и Н. Козыревым. Художественное творчество первого и научное — второго существенно повлияли на формирование собственного стиля Олега Охапкина. В 1970 году становится литературным секретарём лауреата Сталинской премии писательницы Веры Пановой (жены Д. Дара), а через год по их рекомендации был принят в профком литераторов при Союзе писателей. С открытием в 1971 году литературно-мемориального музея Ф. М. Достоевского, работал некоторое время и секретарём директора этого музея. С 1979 по 1986 — эпоха литературного подполья с непременной работой оператором газовой котельной.
За этот период подготовлены поэтические книги: «Ночное дыхание» (1966-68), «Возвращение мест» (1969), «Душа города» (1968-69), «Моление о Чаше» (1970), «Времена года» (1970-71), «Посох» (1971-72), «Высокая цель» (1973-74). В 70-е несколько стихотворений и поэтических переводов были опубликованы в официальных изданиях, однако большинство рукописей расходилось в самиздате. Стихи печатались в машинописных журналах «Обводный канал», «Северная почта», «Часы», «37», «Вече» (Москва) и других. После публикации в альманахе «Аполлон-77» стихи Охапкина начинают печататься за рубежом: в «Антологии Голубой Лагуны», в журналах «Грани», «Время и мы». «Эхо», «Вестник РХД».
В этот период он один из самых активных участников самиздата двух столиц. В 1976 году у него на квартире состоялся первый семинар «Гумилёвские чтения» под руководством литературоведа И. Мартынова (сейчас живёт в США). В 1978 стал соредактором религиозно-философского журнала «Община» (печатный орган междугородного христианского семинара). В 1980 было возбуждено политическое дело в отношении главного редактора этого журнала В. Пореша (ст.172 УК СССР), по которому О. Охапкин проходил свидетелем. Обстоятельства этого дела сильно подорвали его психофизическое состояние. В 1984 году он впервые оказывается в психиатрической больнице. С тех пор он периодически вынужден был находиться там не всегда по медицинским показаниям.
В конце 1981 по инициативе И. Адамацкого, Б. Иванова и Ю. Новикова, по согласованию с управлением КГБ и Ленинградского отделением Союза писателей СССР создаётся Клуб-81. Он становится членом этого Клуба в числе иных 70 представителей независимой культуры, но быстро покидает его, не приняв условий КГБ по легализации авторов самиздата. Однако, первая официальная публикация Охапкина состоялась именно в сборнике «Круг» — печатном органе этого нового литературного образование, выпущенном в 1985 году в Ленинградском отделении Союза писателей.
Первая книга стихов (написанных в период с 1968 по 1973) вышла в 1989 году по-прежнему усилиями друзей. Её готовит в своём парижском издательстве «Беседа» философ Татьяна Горичева. Однако, в период Перестройки его стали активно печатать толстые литературные журналы «Звезда», «Нева», «Аврора».
В 1990 году вступает в Союз писателей, примкнув к его либерально-демократическому крылу под названием «Апрель» (ныне — Союз писателей Санкт-Петербурга), что не удивило его друзей в другом православно-монархическом крыле. О. Охапкин всегда был чужд политических разборок и дружил со всеми «с кем приводил Бог дружить».
Сборник стихов «Пылающая купина», выпущенный в 1990 году издательством Советский писатель (Ленинградское отделение. Блок первых книжек авторов назывался «Октава») — вершина официальной карьеры Охапкина. Последующие две книги опять издали друзья. В 1994 году к 50-летию книга поэм «Возвращение Одиссея» и к 60-летию книга «Моление о Чаше» в издательстве Дмитрия Шагина «Mitkilibris».
Усилиями его друзей-демократов была учреждена в 1995 году литературная Державинская премия, первым лауреатом которой был избран именно «православный поэт Олег Охапкин». Премия дана ему «за развитие российской оды».
Умер Олег Охапкин утром 30 сентября 2008 года в психиатрической больнице № 5, не пробыв там и суток. По уникальному стечению обстоятельств в том месте, где и родился. Ранее старинная больница у Троицкого (Измайловского) собора была родильным домом, а семья Олега жила поблизости, на Фонтанке у Египетского моста.
Отпевание состоялось в Петербурге 4 октября 2008 года в Церкви Спаса Нерукотворного Образа на Конюшенной площади. Отпевание совершили о. Константин Константинов и друг поэта о. Борис Куприянов. В этом храме отпевали А. Пушкина, О. Григорьева. Похоронен на Волковском православном кладбище (Пещерская дорожка).

## Семья
Сестра — Охапкина Галина Александровна, 1945 года рождения, торговый работник.
Был женат дважды. Первая жена (с 1976 по 1981) — Елена Кимовна Кривицкая. Родилась в Минске в 1956 году. Инженер коммунального хозяйства. Дочь — Мария (род. 1980).
Вторая жена (с 1989 по 2004) Татьяна Ивановна Ковалькова. Родилась в Ленинграде в 1964 году. Журналист. Дочь — режиссёр Охапкина, Ксения Олеговна.

## Творчество
В русской поэзии продолжил линию Державин — Тютчев, обогатив её живым языком XX века. В поэтическом пространстве 1960-х годов складывалось множество различных направлений. Были «ахматовские сироты» (Найман, Бродский, Бобышев, Рейн), «аристократы-эзотерики» (во главе с Волохонским), неодадаисты (Эрль, Миронов). Олег Охапкин и Леонид Аронзон стояли особняком. Охапкин был лидером группы, в которой проявляли интерес к архаическим поэтическим формам поэзии XVII века, к силлабике. Но они не пытались их реконструировать. Это был своеобразный авангардизм через архаизм.
Из статьи Виктора Кривулина «Петербургская спиритуальная лирика вчера и сегодня»:
В нашей среде торжествовало поздневизантийское сакральное отвращение к обыденной жизни. И этому сопутствовало завораживающе-прекрасное отвращение продуцируемого текста к самому себе, то есть к словам, его составляющим. Пытаясь воссоздать атмосферу духовных поисков 60-70-х гг., нужно иметь в виду, что никакой позднейший текстовой анализ не в состоянии передать действовавшие на протяжении четверти века творчески-разрушительные импульсы, которые усиливались эффектом „проживания сказанного“.
В этом смысле самая, пожалуй, характерная и „чистая“ фигура — Олег Охапкин. Воспитанник полуподпольных „иоаннитов“, пришедший в поэзию из церковной среды, он строил свою жизнь „по слову“, как метафору тотального сомнения в реальности собственного физического бытия. Достаточно вспомнить его поэму „Голод“ (начало 70-х). В то время он действительно голодал, но проживал это состояние не как физиологический факт, но как знак эсхатологического противостояния соблазнам окружающего „совка“. Он сам себя обрёк на голод „ради слова“, и, фиксируя своё состояние в поэтической форме, говорил фактически о „голоде словесном“, о неутолимой потребности героически подражать Богу-Слову. В этом деле подражания Христу сосновополянская хрущоба представала пещерой монаха-отшельника. И не всегда, вероятно, форма делания соответствовала высокой цели.

Любое жизненное обстоятельство, с которым сталкивался поэт, воспринималось им символически, в контексте литургии. Он чувствовал себя сораспинаемым с Богом даже в тот момент, когда вынужден был общаться с участковым милиционером или чиновником из Союза писателей.

## Публикации
АНТОЛОГИИ
- Сборник «Круг», Л., «Советский писатель», 1985, с.155-161.
- Поздние петербуржцы. СПб, «Европейский дом», 1995, с.385-397.
- Строфы века. Минск-Москва, «Полифакт», 1995, с.887.
- Петербург, Петроград, Ленинград в русской поэзии. СПб, «Лимбус Пресс», 1999, с.538.
- В Петербурге мы сойдемся снова. СПб, 1993, с.63-77.
- У Голубой Лагуны. Том 2 Б и 4 Б.
- День поэзии. Л., 1987.

ЖУРНАЛЫ
В России
- Молодой Ленинград: 1970, 1971, 1989.
- Аврора: 12 (1977), 2 (1993).
- Северная почта: 8 (1981).
- Нева: 9 (1987).
- Звезда: 9 (1976), 7 (1978), 7 (1991) , 4 (1993), 1 (2001), 3 (2002), 8 (2010), 7 (2016).
- Новый журнал: 4 (1991).
- Знамя: 4 (1993), 1 (2001), 3 (2002).
- Вестник новой литературы: 7 (1994), 14 (1995).

В зарубежье:
- Грани: 103 (1977), 110 (1978).
- Эхо: 1 (1979).
- Время и мы: 23 (1977), 30 (1978), 34 (1978).
- Третья волна: 5 (1979).
- Перекрестки: 3 (1979).
- Вестник РХД: 134 (1981).
- Беседа: 2 (1984).
- Стрелец: 2 (1985).
- Согласие: 3 (1993).
- Notre Dame review: 43 (2017). http://ndreview.nd.edu/current-web-issue/ Архивная копия от 3 июля 2017 на Wayback Machine

Самиздат:
- Вече: 1 (1981).
- «37»: 2 (1976), 3 (1977).
- Часы: 8 (1977), 33 (1981), 69 (1987).
- Обводный канал: 1 (1981), 3 (1982), 7 и 8 (1986).
- Община: 2 (1978).
- Майя: 1 (1980), 2 (1981), 3 (1987), 4 (1987), 5 (1990), 6 (1993).
- АКТ Литературный самиздат: 3 (2001).

## Цитаты
В начале 1970-х годов, после отъезда бродского, Охапкин — один из самых влиятельных поэтов Ленинграда. Его стихи распространяются в списках. Его поэзия переживает взлёт. К нему тянутся молодые авторы. Это связано и с направленностью его творчества, где всё отчётливей обозначается религиозная тема, и с харизматическим воздействием его личности, его человеческого примера — примера героического стояния перед безличной силой окружающей нас казёнщины.
— Виктор Кривулин.

Незадолго до его смерти, я видела Олега по французскому телевидению. Шла передача о «Второй» культуре. Показывали питерскую психушку. Не секрет, что испытание отечественной психиатрией пострашнее холода, голода, даже тюрьмы. Олег — это русский Антонен Арто — выглядел всё таким же богатырём. Не замечались ни обшарпанные стены, ни бедное убранство «палаты № 6». Побеждали фигура, лицо и голос Охапкина. Он как будто восседал на троне, читал свои последние, очень светлые стихи. И я вспомнила слова Майстера Экхарта: «Бес ничем не отличается от ангела, кроме одного: если бес находится в раю, ему кажется, что он — в аду, а у ангела всё наоборот: если он в аду, ему кажется, что он в раю».
— Татьяна Горичева.

## Критики об О.Охапкине
- Щипков А. В. Поэзия Олега Охапкина и археоавангард Архивная копия от 12 января 2018 на Wayback Machine // Футурум АРТ № 1 (44), 2016.
- В.Пореш. О стихах Олега Охапкина. Журнал «Община» № 2, 1978.
- Д.Дар. Ленинград. Судьба. Поэт. Журнал «Грани» № 110, 1978.
- И.Мартынов. Рецензия на книгу «Возвращение Одиссея». «Новый журнал» № 201, 1996.
- В.Кривулин. Скромное обаяние поэзии. Цирк «Олимп» № 9,1996.
- Ю.Орлицкий. Особенности стиховой культуры Олега Охапкина. Сб.:Печать и слово Санкт-Петербурга. СПбГУТД, 2013.
- Татьяна Ковалькова. Единое на потребу. О поэтических буднях Олега Охапкина. Архивная копия от 17 июля 2018 на Wayback Machine
- С.Стратановский. Поэтический мир Олега Охапкина. http://newkamera.de/stratanovskij/stratanovskij_11.html Архивная копия от 21 июня 2017 на Wayback Machine
- Ж.Сизова. Мотивы сопротивления в поэзии Олега Охапкина. Журнал «Звезда»№ 7, 2016. Архивная копия от 14 мая 2018 на Wayback Machine
- Josephine von Zitzewitz. Oleg Okhapkin: Poetry as Liturgy. (Poetry and the Leningrad Religious — Philosophical Seminar 1974—1980, cc.136 — 161). Legenda, 2016.
- Т.Ковалькова. Олег Охапкин языком пророков: жанровые соответствия. Альманах «Охапкинские чтения» № 2, 2018.
- Т.Ковалькова. О концепции Бронзового века. Альманах «Охапкинские чтения» № 2, 2018. Архивная копия от 17 июля 2018 на Wayback Machine
- Josephine von Zitzewitz.Between Poetry and Dogma. Архивная копия от 17 июля 2018 на Wayback Machine
- Emily Lygo. Oleg Okhapkin: a Poet of the Russian Orthodox Revival. Архивная копия от 17 июля 2018 на Wayback Machine
- Tatiana Ígosheva. The principle of «transparency» in lyric poetry by Oleg Okhapkin. Архивная копия от 17 июля 2018 на Wayback Machine
- Annelisa Alleva. Key Words in Oleg Okhapkin’s Poetry. Архивная копия от 17 июля 2018 на Wayback Machine
- Biography of Oleg Okhapkin. Архивная копия от 17 июля 2018 на Wayback Machine
- Poems of the late 1960’s. Translated by Josephine von Zitzewitz. Архивная копия от 17 июля 2018 на Wayback Machine
- Poèmes d’Oleg Okhapkin dans la traduction de Christine Zeytounian-Beloüs. Архивная копия от 17 июля 2018 на Wayback Machine
- Boris Lejeune. Parole poétique d’Oleg Okhapkin. Архивная копия от 17 июля 2018 на Wayback Machine
- Ольга Сокурова. За флейтой Крысолова…Альманах «Охапкинские чтения» № 1, 2015. Архивная копия от 17 июля 2018 на Wayback Machine
- Игорь Потапов. Вестничество в поэзии Олега Охапкина. Альманах «Охапкинские чтения» № 2, 2018. Архивная копия от 17 июля 2018 на Wayback Machine
- Татьяна Ковалькова. В среде пустот. Предисловие к книге издательства «Пальмира». 2018. Архивная копия от 17 июля 2018 на Wayback Machine
- Слава Лён. Олег Охапкин в Москве. Альманах «Охапкинские чтения» № 1, 2015. Архивная копия от 17 июля 2018 на Wayback Machine
- Аннелиза Аллева. Ключевые слова в поэзии Олега Охапкина. Альманах «Охапкинские чтения» № 1, 2015. Архивная копия от 17 июля 2018 на Wayback Machine
- Татьяна Игошева. О принципе «прозрачности» в лирике Олега Охапкина. Альманах «Охапкинские чтения» № 1, 2015. Архивная копия от 17 июля 2018 на Wayback Machine
- Жанна Сизова. Мотивы сопротивления обыденному сознанию на примере поэзии О.Охапкина, А.Миронова, Л.Аронзона и В.Кривулина. Альманах «Охапкинские чтения» № 2, 2018. Архивная копия от 17 июля 2018 на Wayback Machine
- Александр Марков. ОХАПКИН и ШВАРЦМАН: живописность любви. Альманах «Охапкинские чтения» № 2, 2018. Архивная копия от 17 июля 2018 на Wayback Machine